# Тит Флавій Петрон
Тит Флавій Петрон (лат. Titus Flavius Petro) — римський легіонер і чиновник; дід імператора Веспасіана, прадід Тита і Доміціана батьківської лінії.

## Біографія
Тит Флавій Петрон жив у I столітті до н. е. Він походив із римського міста Реате (сьогодні — Рієті). Є припущення, що Петрон був сином найманих робітників, які кожного літа перетинали річку По і допомагали сабінам у збиранні урожаю; проте, Светоній пише, що ретельні дослідження не змогли підтвердити цей факт.
Під час громадянської війни 49—45 до н. е. воював на боці Помпея проти Цезаря і обіймав посаду або центуріона, або простого солдата-добровольця (резервіста). Під час битви при Фарсалі 48 р. до н. е., вирішальної у громадянській війні, Петрон втік і повернувся додому, але домігся пробачення і відставки. Після покинення військової служби  обійняв посаду збирача податків.
Внаслідок одруження з багатою жінкою на ім'я Тертулла, Петрону вдалося збільшити своє багатство і покращити соціальне становище. Згідно Светонію стає аргентарієм-коактором (argentarius coactor), тобто банкіром, що спеціалізувався на проведенні аукціонів.
Мав сина Тит Флавій Сабін, який зумів примножити багатство Петрона і був батьком Веспасіана та дідом Тита й Доміціана.